# 볼턴 원더러스 FC
볼턴 원더러스 축구 클럽(Bolton Wanderers Football Club)는 영국 그레이터맨체스터주 북서부에 있는 볼턴 행정구를 연고로 하는 잉글랜드의 프로축구단이다. 이 팀은 1874년에 창단되었으며, 현재 북서부 외곽 호리치에 위치한 터프시트 커뮤니티 스타디움을 홈 구장으로 쓰고 있고 현재 감독은 이언 에버트이다. 2001년 시즌부터 프리미어리그에 소속되어 있다가 2011-12 시즌에 18위를 기록해 풋볼 리그 챔피언십으로 강등된 클럽이다.
풋볼 리그의 창단 멤버였으며, 1920년대에는 FA컵에서 세 번이나 우승을 했던 적도 있다. 1958년도에 네 번째 FA컵 우승을 차지한 이후로는 주로 2,3부리그를 전전하다가 1987년도에는 4부리그까지 떨어진적도 있었다. 1995년, 프리미어리그로 승격해 1980년 이후 15년 만에 1부리그로 승격하게 되었다. 그 후 승격과 강등을 거듭하다가 2001 시즌부터 2011-2012 시즌 강등될 때까지 프리미어리그에 계속 소속되어 있었다. 2005-06 시즌에는 클럽 역사상 처음으로 유럽 대회에 참가하게 되었으며, 당시 UEFA컵대회에서 32강까지 진출했었으며, 2007-08 UEFA컵 대회에서는 16강까지 진출한 적도 있었다. 볼턴 원더러스는 1997년부터 현재의 터프시트 커뮤니티 스타디움을 홈으로 사용했으며, 이전에는 무려 102년 동안 사용한 번든 파크였다.
볼턴은 2011-12 시즌 때 강등된 적을 제외하고 1부리그에서 총 73시즌째를 보냈는데 가장 오랫동안 1부 리그에서 우승하지 못하고 있는 클럽으로 되어있다. 가장 높은 순위를 기록한적은 풋볼 리그 1부리그때 로써 1891-92, 1920-21, 1924-25 시즌 각각 3위를 기록한 것이 전부이다.

## 역사

### 초창기 (1874-1929)
볼턴 원더러스는 1874년, 기독교 교회 교사인 레버엔드 토마스 오그든에 의해 크라이스트 처치 FC (Christ Church FC)란 이름으로 창단되었다. 당초에는 인근 마을에 같은 이름의 교회에 소속해 있었지만 목사가 분쟁을 일으켜 독립하여 같이 나오게 되었다. 1877년, 클럽명을 현재의 볼턴 원더러스로 개명하게 된다. 원더러스란 이름이 붙여진것은 처음 창단되고 나서 지속적으로 홈 구장으로 쓸 곳을 찾는데 어려움을 겪어 4년간 세곳이나 각기 다른 장소에서 영세하게 경기를 치렀다하여 원더러스 (Wanderers: 방랑자들)란 이름이 붙여지게 되었다.
1887-88시즌 FA컵 1라운드에서 볼턴은 에버턴을 상대하게 되었는데 이 경기에서 웨일스 국가대표인 밥 로버츠의 결승골로 1-0 승리를 거뒀지만 볼턴에서 출장 부적격 선수인 로버트 스트러더스를 출전시켜 경기가 무효화 처리되었다. 이후 두 경기를 모두 비겨 2차 연장까지 갔고, 결국 에버턴이 2-1 승리를 하게 되었다. (무효된 경기까지 포함하면 4번의 경기를 한 셈이됨) 그러나 이번엔 에버턴에서 두 명의 프로선수가 아마추어로 등록을 하고 경기에 뛰어 에버턴이 실격처리가 되어 볼턴이 2라운드에 진출하게 된다. 어렵게 2라운드에 진출하였지만 2라운드 상대인 프레스턴 노스 엔드에게 1-9 대패를 당하게 되며 이는 현재까지 볼턴 역사상 가장 큰 점수차 패배로 남아있다.
볼턴은 1888년 창설된 풋볼 리그의 창단 멤버 12팀중 한 팀이 되었다. 1894년 볼턴은 처음으로 FA컵 결승에 진출하지만 구디슨 파크에서 노츠 카운티에게 1-4 패배를 당하게 된다. 10년뒤 1904년, 다시 FA컵 결승에 진출하지만 크리스털 팰리스 구장에서 지역 라이벌 맨체스터 시티에게 0-1 패를 기록하게 된다. 그 후 강등과 승격을 왔다갔다 하다가 1923년, 웸블리 스타디움에서 열린 잉글랜드 FA컵 결승전에서 웨스트햄 유나이티드를 2-0으로 꺾고 첫 FA컵 우승 트로피를 거머쥐게 된다. 이 경기는 '화이트 호스 파이널 (The White Horse Final)'로 유명한데 웸블리 스타디움 개장 첫 경기가 이 경기였으며, 공식 숫자 12만 7천여명의 관중들 앞에서 볼턴의 중앙 수비수인 데이빗 잭이 웸블리 스타디움 첫 공식 득점선수로 기록되었다. 화이트 호스란 단어는 웸블리 스타디움 기차역에서 경기장까지 가려면 반드시 지나가야 하는 다리가 있는데 그 이름이 바로 화이트 호스 브릿지이며 지금도 재건축등을 거쳐 존재하고 있다. 그리고 트로피 수여를 당시 그레이트 브리튼 아일랜드 연합 왕국의 왕이었던 조지 5세로부터 받는 영예도 안게 되었다. 1926년과 29년에는 각각 맨체스터 시티와 포츠머스를 꺾고 FA컵 우승을 차지해 1920년대 가장 성공적인 FA컵 대회 역사중 하나를 남기게 되었다.

### 2차 대전의 비극과 FA컵 (1929-1958)
1935년부터 64년까지 볼턴은 제2차 세계대전 기간을 제외하고 계속 1부리그에 머물러 있었다. 특히 팬들은 1950년대는 냇 로프트하우스가 선봉장이 되어 볼턴의 황금기를 이끌었다고 평가하고 있다. 2차 대전에는 많은 볼턴선수들이 전투에 참전하여 전방에 서게되었다. 엘리트 축구를 보는일이 드물게 되었으며, 그들에게 주어진 많은 훈련시설들이 적포탄에 파괴되었다. 주장 해리 고슬린을 포함한 15명의 선수들이 1939년 자원 현역이 되어 53 볼턴 포병연대에 입대하였다. 전쟁이 끝날 무렵에는 35명의 선수중 32명이 전투에 참가하고 있었으며 고슬린은 유일한 전사자가 되었다. 중위까지 오른 고슬린은 1943년 크리스마스 직전에 이탈리아에서 포탄 파편을 맞아 전사하게 되었다. 53 볼턴 포병연대는 덩케르크 전투와 이집트, 이라크, 이탈리아에서의 군사 작전에 참전하게 되었다. 놀랄만한것은 몇몇 볼턴 선수들은 이러한 전쟁 국면 속에서도 축구 시합을 벌였는데 상대는 '브리티시 XI'으로서 여러 팀 출신 선수나 국제 인사들을 긁어모은 팀이었는데 그중 특별한 인사는 카이로에서 이집트의 마지막 왕이었던 파루크 1세와 바그다드에서의 폴란드 군인들 이었다.
전쟁이 끝나고 1953년, 29년 만에 FA컵 결승에 진출하는데 상대는 스탠리 매슈스가 이끄는 블랙풀이었다. 경기 후반까지 3-1로 앞서던 볼턴은 막판에 역전을 허용해 3-4 대역전패를 당하게 된다. 스탠 모텐슨은 블랙풀 소속으로 구 웸블리 스타디움에서 벌어진 잉글랜드 FA컵 결승전 역사상 처음이자 유일하게 해트트릭을 기록했지만 이날의 주인공은 스탠리 매슈스로서 이 경기는 매슈스 파이널로서 가장 유명한 잉글랜드 FA컵 결승전 하나로 손꼽히고 있다. 이러한 매슈스의 측면 공격과 모텐슨의 골로 볼턴은 극적인 패배를 당하게 된다. 1958년, 다시 FA컵 결승에 올라 이번엔 맨체스터 유나이티드를 상대하게 되는데 10만명의 관중 앞에서 냇 로프트하우스의 두 골로 네 번째 FA컵 우승을 차지하게 된다. 하지만 이 우승 이후, 볼턴은 주요 대회 우승을 하지 못하게 된다.

### 잠깐의 1부리그 생활과 대부분의 하부리그 생활 (1958-1993)
볼턴은 1964년 강등 당하게 되며 1970-71 시즌에는 역사상 처음으로 3부리그로 떨어지게 된다. 1978년, 다시 1부리그로 승격해 번든 파크는 다시금 희망에 부풀어 올랐지만 1980년, 불과 두 시즌만에 다시 2부리그로 강등이 된다. 강등 뒤 볼턴은 1부리그에 빨리 복귀하기 위한 대비로 맨체스터 유나이티드의 유러피언 컵 우승을 이끌었던 스트라이커 브라이언 키드를 15만 파운드에 에버튼으로부터 영입을 하게 된다. 키드는 볼턴 데뷔 세 경기만에 뉴캐슬 유나이티드 전에서 해트트릭을 기록하지만 전체 시즌엔 부진해 승격 도전에 실패하게 된다. 스탠 앤더슨 감독은 1980-81 시즌이 끝나고 해임 되었으며, 후임으로는 조지 멀홀이 오르게 된다. 1981-82 시즌, 또 승격에 실패하였으며, 승격의 키를 쥐고 있었던 피터 리드와 닐 왓모어 등의 선수들을 놓치게 된다. 이때 브라질 출신의 전설의 스트라이커 펠레가 볼턴의 감독에 오를것이란 루머가 나돌았지만 결국 노팅엄 포레스트에서 유러피언 컵 우승을 경험한 존 맥고번이 볼턴의 사상 첫 선수 겸 감독이 된다. 그러나 존 맥고번의 선임에도 불구하고 번든 파크의 볼턴 팬들 누구에게나 희망의 터닝 포인트는 되지 못했다. 결국 볼턴은 1983 시즌 마지막 날, 찰턴 애슬레틱에 1-4로 패하면서 또다시 3부리그로 강등 당하게 된다.
맥고번은 1983-84 시즌에도 팀에 남았으며, 대부분의 어린 선수들을 데리고 3부리그에서 잠시동안 잘 이끌어나가는 것처럼 보였다. 월솔에게서 거둔 8-1 승리는 볼턴의 지난 리그 50년 역사에서 가장 좋았던 경기였지만 결국엔 볼턴은 2부리그 승격에 실패하고 만다. 맥고번은 물러나게 되었고, 찰리 롸이트가 감독에 올랐지만 그도 얼마못가 1985년 12월에 사임을 하게 된다. 후임으로는 필 닐이 올랐지만 1986-87 시즌, 볼턴은 팀 역사상 처음으로 4부리그로 강등당하게 된다. 그러나 운영진들은 필 닐을 유임시키기로 했고 볼턴은 4부리그로 강등된지 한 시즌만에 3부리그에 복귀하게 된다. 승격 확정경기는 로비 새비지의 골로 1-0으로 승리한 렉섬 원정경기였다. 렉섬이 전반 30분경 페널티 킥을 얻어냈으나 실축하였고 양팀은 결정적인 기회를 많이 놓치게 되었다. 결국 로비 새비지가 주심 휘슬을 불기 직전에 프리킥을 성공시키게 되었다. 이렇게 필 닐이 감독으로서 자리를 잡는동안 냇 로프트하우스가 볼턴의 회장자리에 오르게 된다. 1989년, 볼턴은 3,4부리그 팀들만 출전하는 컵 대회인 풋볼 리그 트로피 우승을 차지하게 되었으나 1990-91 시즌, 볼턴은 2부리그 자동승격 자리에 있었으나 막판에 사우스엔드 유나이티드에게 역전당했고 플레이오프 결승전에서는 트랜미어 로버스에게 패해 승격이 좌절되었다. 1991-92 시즌에는 13위라는 실망스런 성적을 남겼고 필 닐은 결국 브루스 리오치에게 감독직을 넘겨주게 된다. 리오치는 이전팀인 미들즈브러에서 두 번의 승격을 시켰던 바 있었다.

### 자이언트킬링 (1993-1994)
리오치의 재임 초반에의 볼턴은 컵대회에서 하위리그 약팀들이 상위리그 팀을 잡는 이른바 자이언트킬링 (giantkilling)으로 통하였다. 1993년, 볼턴은 FA컵 3라운드 재경기에서 전년도 우승 팀인 리버풀을 앤필드 원정에서 2-0으로 제압하는 이변을 일으켰다. 4라운드에서는 2부리그인 울버햄프턴 원더러스를 꺾었지만 5라운드에서 더비 카운티에게 패하고 만다. 하지만 그 시즌에 1983년 이후 10년 만에 2부리그에 승격을 하게 된다. 볼턴의 자이언트킬링은 1994년에도 계속되었는데 3라운드에서 에버턴을 재경기에서 꺾었고 4라운드 에서는 전년도 FA컵 우승 팀인 아스널을 재경기 연장전까지 가는 접전끝에 3-1로 꺾게된다. 이후 애스턴 빌라까지 잡고 6라운드까지 진출했지만 지역 라이벌인 올덤 애슬레틱을 맞아 0-1로 패하게 된다.

### 콜린 토드 시대 (1995-1999)
1995년, 볼턴은 리오치의 지도 아래 플레이오프 결승전에서 레딩을 꺾고 17년 만에 풋볼 리그 1부리그가 재편된 프리미어리그에 오르게 된다. 리그 컵에선 처음으로 결승에 올라 리버풀을 상대하지만 1-2로 패해 준우승에 그치게 된다. 이후 리오치는 아스널로 떠나게 되었고 리오치의 어시스턴트 코치인 콜린 토드와 로이 맥팔레인이 볼턴의 공동 감독직이 된다. 1995-96 시즌, 볼턴은 프리미어리그에서 바닥을 해매고 있었고 1996년 새해 첫날, 볼턴은 로이 맥팔레인을 해임하고 콜린 토드 1인 체제로 팀을 맡기게 된다. 그 시즌 결국 막판에 사우샘프턴에게 0-1로 패하고 토드는 강등을 막지 못했지만 볼턴 운영진들은 그를 유임시키기로 결정한다. 이러한 볼턴 운영진들의 신뢰로 토드의 볼턴은 1996-97 시즌, 98 승점에 100 득점에 1위라는 놀라운 성적으로 한 시즌만에 다시 프리미어리그로 복귀하게 된다. 그리고 1978년 이후 어느 리그에서의 우승은 처음이었다. 그리고 이 시즌은 번든 파크에서의 마지막 시즌으로 번든 파크에서의 마지막 경기는 4-1 對 찰턴 애슬레틱 전이었다. 볼턴은 이듬해 1997-98 시즌, 골득실차로 다시 강등이 되고만다. 1999년에 2부리그 플레이오프 결승전에 진출하지만 왓퍼드에 0-2로 패해 승격에 실패하게 된다. 토드는 결국 1999-2000 시즌 가을에 사임을 했고 뒤를 이은 감독은 샘 앨러다이스였다.

### 샘 앨러다이스 시대 (1999-2007)
1999-2000시즌, 볼턴은 FA컵과 리그 컵 준결승전, 2부리그 플레이오프에 진출하지만 각각 애스턴 빌라, 트랜미어 로버스, 입스위치 타운에 패하게 된다. 2000-01 시즌, 볼턴은 플레이오프 결승전에서 프레스턴 노스 엔드를 꺾고 다시 프리미어리그에 승격하게 된다. 2001-02 시즌에는 시즌 초 레스터 시티 원정에서 5-0 대승을 거두고 1위에 오르는 순간이 오기도 했다. 다음 상대인 리버풀에게도 극적으로 승리하였고, 또 다음 상대인 맨체스터 유나이티드 원정에서 2-1 역전승을 거두게 되었는데 볼턴의 이 역전승은 프리미어리그 출범 이래 올드 트래퍼드에서 역전승을 거둔 첫 원정 팀이 되었다. 이후 시즌 막판까지 지독한 슬럼프가 이어지게 되었고, 프레디 보비치의 해트 트릭으로 입스위치 타운을 꺾고 겨우 강등을 면하게 된다. 이 시즌에는 시즌 도중에 경험이 풍부한 보비치 및 유리 조르카에프를 임대 및 이적으로 영입하였고, 케빈 놀란과 마이클 리케츠등 젊은 선수들도 잘해주었다. 2002-03 시즌 초반도 역시 안좋은 출발을 보였고, 올드 트래퍼드에서 또다시 어웨이 승리를 거두고 리즈 유나이티드의 엘란드 로드 원정 승리를 거둘때까지 볼턴은 최하위를 기록하고 있었다. 그러나 역시 일관성 없이 계속 부진함에 빠져 예상을 뒤엎는 결과가 필요하게 되었고 결국 볼턴은 마지막날에나 가서야 미들스브로를 2-1로 꺾고 살아남을 수 있게 되었다. 이 시즌의 스타는 제이 제이 오코차로써 영입시 세간의 관심을 끌었고 리복 스타디움의 전설적인 인물이 되었다.
2004년도에는 9년 만에 리그 컵 결승전에 진출하지만 미들스브로에게 패하게 된다. 하지만 볼턴은 리그에서 8위를 기록하였고, 2004-05 시즌에는 6위를 기록해 프리미어리그 출범 이후 가장 높은 순위를 기록하게 되었고, 팀 역사상 처음으로 UEFA컵에 진출하게 된다. 다음 시즌, 볼턴은 UEFA컵 대회에 32강까지 오르게 되었고, 마르세유를 상대하게 되었지만 최종 스코어 1-2로 탈락하게 된다. 그 뒤 2006-07 시즌 말경에 앨러다이스 감독이 사임을 하게 된다. 앨러다이스의 마지막 네 시즌 동안 볼턴은 10위안에 들었는데 이 기록은 프리미어리그에서 맨체스터 유나이티드, 아스널, 첼시, 리버풀밖에 없었던 기록이었다. 그러나 2008년, 한 미디어의 조사에서 볼턴은 잉글랜드 축구 비호감 클럽중에서 7위에 랭크 되기도 하였다.

### 앨러다이스 시대 이후 (2007-2011)
앨러다이스 시대 이후 볼턴은 2008년에 프리미어리그에서 13위를 기록하게 된다. 그리고 2009년 시즌 초반에 개리 맥슨감독의 성적 부진으로 경질되었으며,그러다가 중반에는 오언 코일 감독이 들어오기는 했지만, 14위에 그치고 만다.2010-11 시즌에도 볼턴은 달라지는 모습을 보이긴 했지만, 33R, 35R, 36R, 37R, 38R에서 (풀럼 FC전, 블랙번 로버스 FC전, 선더랜드 AFC전, 블랙풀 FC전, 맨체스터 시티 FC전)에서 5연패를 기록해 지난 시즌과 같이 14위를 기록하게 된 자존심 상한 성적을 기록하게 된다.

### 2011-12 시즌
볼튼 원더러스의 2010-11 시즌에 뛰어난 활약을 보여주었던 스튜어트 홀든과 이청용이 장기부상으로 출장하지 못할 뿐더러, 요한 엘만더가 터키 갈라타사라이 SK로 이적하게 되었다. 2011-12 시즌 1라운드에서 승격팀인 퀸즈 파크 레인저스의 원정경기에서 4:0으로 이기며 좋은 출발을 하는듯 하였으나 이후에 펼쳐진 맨체스터 시티 FC, 리버풀 FC, 맨체스터 유나이티드 FC, 아스날 FC, 첼시 FC등 강팀과의 경기에서 줄줄이 패배하며 강등권으로 추락하게 되었고 시즌 내내 강등권을 벗어나지 못하는 큰 부진을 겪었다. 위건 애슬레틱 FC, 퀸즈 파크 레인저스 FC, 블랙번 로버스 FC, 울버햄프턴 원더러스 FC 등등의 하위권 팀들과 잔류를 위한 경쟁을 하였고 끝내 살아남지 못하고 강등이 되었다. 볼턴 원더러스는 리그 최종 라운드인 38라운드가 끝나기 전까지도 잔류를 할 수 있는 가능성이 존재했었다. 38라운드에서 볼턴 원더러스와 잔류 경쟁을 하고 있는 퀸즈 파크 레인저스가 맨체스터 시티에게 패하고 볼턴이 스토크 시티 FC에게 승리한다면 잔류를 할 수 있었던 상황이였다. 그러나 볼턴 원더러스가 리그 최종전 스토크 시티전에서 무승부를 거둠으로써 프리미어리그에서 강등이 확정되었다. 볼턴이 승리를 거두지 못하는 바람에 퀸즈 파크 레인저스는 맨체스터 시티에게 패하고서도 극적으로 잔류에 성공하게 되었다.

### 2015-16 시즌
가히 최악의 위기라고 해도 무방하다. 프리미어 리그(영국 프로축구 1부) 승격은커녕 풋볼 리그 챔피언쉽(영국 프로축구 2부)에서 풋볼 리그 1(영국 프로축구 3부) 로 강등이다. 또한 약 2981억원의 빚더미에 앉으면서 임금체불까지 발생하여 코칭스태프가 사비로 해결해주는 심각한 상황으로 갔다. 현재 파산위기이며 1874년부터 시작한 142년의 역사마저도 끝날 수 있는 상황이다.

## 선수단

### 현재 선수 명단
참고: FIFA 자격 규정에 따라 소속된 국가대표팀 국기를 표시합니다. 선수는 복수의 FIFA 비회원국 국적을 가지고 있을 수 있습니다.
| 번호 | 포지션 | 국적       | 이름                               |
| ---- | ------ | ---------- | ---------------------------------- |
| 2    | DF     | 잉글랜드   | 마크 리틀                          |
| 3    | DF     | 잉글랜드   | 앤드류 테일러                      |
| 4    | DF     |            | 도리안 데르비트                    |
| 5    | DF     | 잉글랜드   | 마크 비버스                        |
| 6    | MF     | 잉글랜드   | 조슈아 벨라                        |
| 7    | MF     | 잉글랜드   | 크리스 테일러                      |
| 8    | MF     | 튀르키예   | 젬 카라칸                          |
| 9    | FW     | 잉글랜드   | 애덤 르 폰드레                     |
| 10   | MF     | 나이지리아 | 새미 아메오비                      |
| 11   | MF     | 잉글랜드   | 윌 버클리                          |
| 13   | GK     | 잉글랜드   | 벨 앨른위크                        |
| 14   | FW     | 잉글랜드   | 개리 매딘                          |
| 15   | DF     |            | 앤서니 로빈슨 (에버턴 FC에서 임대) |

| 번호 | 포지션 | 국적     | 이름                                          |
| ---- | ------ | -------- | --------------------------------------------- |
| 16   | MF     | 아일랜드 | 조시 컬렌 (웨스트햄 유나이티드 FC에서 임대)   |
| 17   | DF     |          | 데릭 오세데                                   |
| 18   | FW     | 잉글랜드 | 애런 윌브레이엄                               |
| 20   | FW     | 잉글랜드 | 애덤 암스트롱 (뉴캐슬 유나이티드 FC에서 임대) |
| 21   | MF     | 잉글랜드 | 대런 프래틀리 (주장)                          |
| 22   | MF     | 포르투갈 | 필리페 모라이스                               |
| 23   | DF     | 잉글랜드 | 스티븐 다비                                   |
| 31   | DF     | 잉글랜드 | 데이비드 휘터                                 |
| 32   | DF     | 잉글랜드 | 리스 버크 (웨스트햄 유나이티드 FC에서 임대)   |
| 33   | GK     | 잉글랜드 | 마크 하워드                                   |
| 39   | GK     | 잉글랜드 | 마이크 터너                                   |

## 역대 감독
| 감독          | 임기        |
| ------------- | ----------- |
| 샘 앨러다이스 | 1999 ~ 2007 |
| 닐 레넌       | 2014 ~ 2016 |

## 역대 우승 기록
메이저 대회
- FA컵

우승 (4): 1923, 1926, 1929, 1958
- FA컵 준우승

준우승 (3): 1894, 1904, 1953
- EFL컵 준우승

준우승 (2): 1995, 2004
- FA 커뮤니티 실드

우승 (1): 1958
2부 리그
- 풋볼 리그 2부

우승 (2): 1908-09, 1977-78
- 풋볼 리그 1부

우승 (1): 1996-97
- 풋볼 리그 1부 플레이오프

우승 (2): 1994-95, 2000-01
3부 리그
- 풋볼 리그 3부

우승 (1): 1972-73
- EFL 트로피

우승 (2): 1989, 2022-23
- EFL 트로피 준우승

우승 (1): 1986

## 주요선수
| 잉글랜드 - 케빈 놀란 (1999-2009) - 케빈 데이비스 (2003-2013) - 매슈 테일러 (2008-2011) - 게리 케이힐 (2008-2012) - 파브리스 무암바 (2008-2012) - 잭 윌셔 (2010) - 대니얼 스터리지 (2011) - 크리스 이글스 (2011-2014) - 제이 스피어링 (2012-) - 에밀 헤스키 (2014-) 웨일스 - 게리 스피드 (2004-2008) 아일랜드 - 앤디 오브라이언 (2007-2011) - 키이스 앤드류스 (2012-) 아이슬란드 - 에이뒤르 그뷔드요흔센 (1998-2000/2014-) 프랑스 - 유리 조르카예프 (2002-2004) - 니콜라스 아넬카 (2006-2008) - 다비드 은고그 (2011-2014) |  | 스페인 - 이반 캄포 (2002-2008) - 페르난도 이에로 (2004-2005) 스웨덴 - 요한 엘만데르 (2008-2011) 핀란드 - 유시 얘스켈래이넨 (1997-2012) 불가리아 - 마르틴 페트로프 (2010-2013) 크로아티아 - 이반 클라스니치 (2009-2012) 독일 - 프레디 보비치 (2002) 그리스 - 스텔리오스 얀나코풀로스 (2003-2008) 터키 - 툰자이 샨르 (2011-2012) |  | 미국 - 스튜어트 홀든 (2010-2014) 자메이카 - 저메인 벡퍼드 (2013-) 세네갈 - 엘 하지 디우프 (2004-2008) - 칼릴루 파디가 (2004-2006) 나이지리아 - 제이제이 오코차 (2002-2006) 남아프리카공화국 - 퀸턴 포춘 (2006-2007) 대한민국 - 이청용 (2009-2015) 일본 - 나카타 히데토시 (2005-2006) - 미야이치 료 (2012) |